# داني هيريرا
داني هيريرا (بالإنجليزية: Danny Herrera)‏ هو طبال أمريكي، ولد في 1970.

## وصلات خارجية
- داني هيريرا على موقع ميوزك برينز (الإنجليزية)
- داني هيريرا على موقع أول ميوزيك (الإنجليزية)
- داني هيريرا على موقع ديسكوغز (الإنجليزية)